# Eden Valley
Eden Valley è un comune degli Stati Uniti d'America, situato nello Stato del Minnesota, diviso tra la contea di Stearns e la contea di Meeker.